# Amrapur (Pandu Mehwas)
Amrapur fo un antic príncipat de l'Índia, al Pandu Mehwas, a l'agència de Rewa Kantha, presidència de Bombai. La suva superfície no arribava a 5 km². Els seus ingressos el 1882 eren de 50 lliures. La capital era Amrapur (21° 36′ N, 71° 06′ E / 21.600°N,71.100°E).
L'estat pagava un tribut de 20 lliures al Gaikowar de Baroda.